# روزنی سو بوآ
شهر روزنی سو بوآ (به فرانسوی: Rosny-sous-Bois) در شهرستان سن-سن-دنی در ناحیه ایل-دو-فرانس با جمعیت ۴۱٬۱۷۴ نفر در کشور فرانسه واقع شده‌است